# Bitwa o Highbury
Bitwa o Highbury (ang. Battle of Highbury) – nazwa nadana spotkaniu piłkarskiemu, rozegranemu 14 listopada 1934 roku, na stadionie Highbury, pomiędzy reprezentacjami Anglii i Włoch. W latach trzydziestych XX wieku określane było przez Anglików „prawdziwym meczem o mistrzostwo świata”; we Włoszech za zwycięstwo Benito Mussolini obiecał każdemu piłkarzowi podarować samochód Alfa Romeo i nagrodę pieniężną 150 funtów.
Był to pierwszy mecz reprezentacji Włoch, po zdobyciu tytułu na Mistrzostwach Świata 1934 roku. Anglia nie brała udziału w turnieju, gdyż Angielski Związek Piłkarski zrezygnował z członkostwa w FIFA w 1928 roku.
W reprezentacji Anglii wystąpiło siedmiu piłkarzy Arsenalu (nigdy więcej w zespole narodowym nie zagrało tylu piłkarzy zrzeszonych w jednym klubie) – Frank Moss, George Male, Eddie Hapgood, Wilf Copping, Ray Bowden, Ted Drake i Cliff Bastin.
W reprezentacji Włoch najliczniejszą grupę stanowili piłkarze Juventusu (Luigi Bertolini, Luis Monti, Pietro Serantoni, Giovanni Ferrari oraz Raimundo Orsi) i Interu – (Carlo Ceresoli, Luigi Allemandi i Giuseppe Meazza).

## Przebieg meczu

### I połowa
W 1. minucie Brook nie wykorzystał rzutu karnego, po tym jak Drake został sfaulowany przez Ceresciolego. Wkrótce potem napastnik Manchesteru City zdobył dwie bramki – jedną po uderzeniu głową, drugą z rzutu wolnego. Trzecią bramkę zdobył Drake.
Spotkanie dominowało w brutalne zagrania; już w 10. minucie boisko, z powodu złamania nogi, opuścić musiał obrońca Luis Monti po zderzeniu z Drakem; w efekcie goście zmuszeni byli kontynuować mecz w osłabieniu, gdyż zmiany rezerwowych wprowadzono dopiero w latach sześćdziesiątych XX wieku. W ramach rewanżu Włosi często dopuszczali się podobnych zagrań, w wyniku których Eddie Hapgood miał złamany nos (opatrywany był przez 15 minut poza boiskiem), Bowden skręcił nogę w kostce, a Brook doznał złamania kości ramienia.

### II połowa
W drugiej części meczu, po zdobyciu dwóch bramek, Włosi osiągnęli przewagę i byli bliscy wyrównania – po jednym ze strzałów piłka odbiła się od poprzeczki, kilkakrotnie zmuszony był interweniować angielski bramkarz Frank Moss.
Ostatecznie reprezentacja Anglii pokonała ówczesnych mistrzów świata 3:2, a piłkarzem meczu został pomocnik Arsenalu Wilf Copping.
Po spotkaniu angielscy kibice obwołali swoich piłkarzy mistrzami świata. We Włoszech z kolei, mimo porażki, drużyna z tego meczu wciąż nazywana jest Lwami Highbury (ang. The Lions of Highbury, wł. Leoni di Highbury).
Brutalność tego meczu spowodowała rozważenie przez Związek Piłkarski zrezygnowanie z rozgrywania oficjalnych meczów międzypaństwowych (nie biorąc pod uwagę tzw. Home Nations).

## Statystyki meczu
| 14 listopada 1934 | Anglia · Eric Brook 3', 10' · Ted Drake 12' | 3:2 | Włochy · Giuseppe Meazza 58', 62' | Highbury, Londyn Widzów: 56 044 Sędzia: Otto Olsson |
|                   |                                             |     |                                   |                                                     |

|  |  |

| ANGLIA: |    |                                       |
|         |    |                                       |
| BR      | 1  | Frank Moss – Arsenal – 3#             |
| OB      | 2  | George Male – Arsenal – debiut        |
| OB      | 3  | Eddie Hapgood (kapitan) – Arsenal – 8 |
| OB      | 4  | Cliff Britton – Everton – 1           |
| PO      | 5  | Jack Barker – Derby County – 1        |
| PO      | 6  | Wilf Copping – Arsenal – 6            |
| PO      | 7  | Stanley Matthews – Stoke City – 1     |
| PO      | 8  | Ray Bowden – Arsenal – 1              |
| NA      | 9  | Ted Drake – Arsenal – debiut          |
| NA      | 10 | Cliff Bastin – Arsenal – 8            |
| NA      | 11 | Eric Brook – Manchester City – 9      |

| WŁOCHY:        |    |                                              |
|                |    |                                              |
| BR             | 1  | Carlo Ceresoli – Ambrosiana-Inter – 1#       |
| OB             | 2  | Eraldo Monzeglio – Bologna 1909 – 17         |
| OB             | 3  | Luigi Allemandi – Ambrosiana-Inter – 14      |
| PO             | 4  | Attilio Ferraris (kapitan) – S.S. Lazio – 25 |
| PO             | 5  | Luis Monti – Juventus F.C. – 15              |
| PO             | 6  | Luigi Bertolini – Juventus F.C. – 23         |
| PO             | 7  | Enrique Guaita – AS Roma – 6                 |
| PO             | 8  | Pietro Serantoni – Juventus F.C. – 3         |
| NA             | 9  | Giuseppe Meazza – Ambrosiana-Inter – 27      |
| NA             | 10 | Giovanni Ferrari – Juventus F.C. – 23        |
| NA             | 11 | Raimundo Orsi – Juventus F.C. – 32           |
| Trener:        |    |                                              |
| Vittorio Pozzo |    |                                              |

# liczba spotkań w kadrze rozegrana do 14 listopada 1934 roku